# 野外炊具
野外炊具（やがいすいぐ）は、陸上自衛隊が装備する野戦用調理器具の総称であり、欧米の軍隊が所有するフィールドキッチンに相当する。屋外で大量の調理を行うことができ、野外演習だけでなく、災害派遣にもその能力を発揮する。なお、航空自衛隊は本車と同じく調理機能を有する炊事車（自走式）を装備しており、また、1930年代には日本陸軍が同じく調理機能を有する九七式炊事自動車（自走式）を開発・正式採用し、実戦投入している。

## 概要

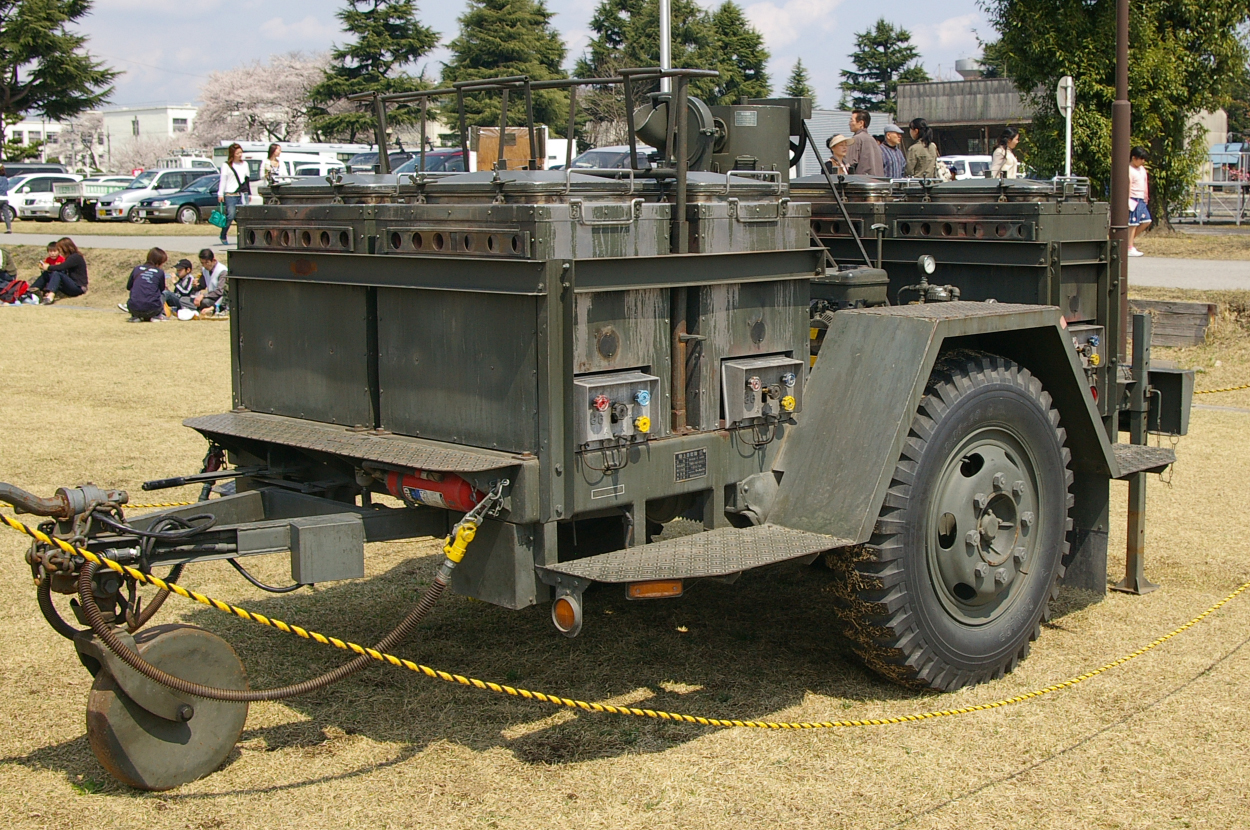
野外炊具1号

1軸の小車両に炊具を搭載し、炊事車、炊事トレーラとも呼ばれる。野外で調理するための装備で、車両に牽引されて移動する。牽引走行中であっても炊飯が可能。灯油バーナーを使った炊飯器6基で、600人分の米飯を炊き上げることが可能であり、併載する万能調理器具と、車両後部のかまどの使用で惣菜の調理も可能（煮物程度に限る。焦げやすいので推奨されない）その場合約200名分の食事（主食と副菜）が調理可能。味噌汁のみを6釜全てで調理すると、1,500名分調理ができる（参考値、1釜あたり最大250名分のみそ汁の調理が可能）
野外炊具1号には小型のガソリンエンジンを搭載しており、主に圧縮空気を生成するコンプレッサー、およびカッターのために利用される。エンジンが不調になり圧縮空気を生成できない場合、大型トラックのエアタンクからエアホースによる供給が可能であるほか、市販の自転車の空気入れによる充填も可能。前者は接続部に加工を施す事でホースを接続し、後者の場合は常に要員の一人が乗車して、空気入れポンプの操作を行う必要がある。
2004年（平成16年）に発生した新潟県中越地震の際には、新潟スタジアム横の駐車場に、全国各地から100台以上の野外炊具1号が集結し、炊き出しを行った。
86式灯油燃焼バーナー及び付属品として、お玉・木べら等があり、それぞれ部隊管理品として組み込まれている。
86式バーナーの内部構成は、バーナー本体の他に消耗品としてノズルがあり、このノズルは一定期間後に交換する必要があるため、予備部品として車両1台につき1本の予備が指定されている。当該ノズルは経年劣化及び衝撃で簡単に内部が破断する傾向にあり、取り扱いと管理は熟練した隊員による調整を必要としている。
点火・消火には定められた方法で行わなければならず、誤った方法で行うと正しく着火はおろか安定した火力は維持出来ない他に、消火に関しても消火確認後に再度エアコックを解放してノズル内部に残留した燃料及び真空状態になった事による吸い込んだ煤を排除しなければ再着火に時間を要する例がある他、目詰まりを除去するために分解が必要になるなどの手間が発生する場合がある。
自衛隊発足時から存在する部隊では、野外炊具1号が登場する前に使用されていた野戦釜を使用し、副食などを調理する部隊もある。その際、野外炊具1号の付属品である予備燃料タンクを同時携行しバーナーに直接接続して使用する。 
マスメディアなどに公表されている「200名分の食事をおおむね45分で調理可能」は、あくまで副食をレトルトパックで補った場合の目安であり、炊事車での副食調理は基本的に推奨されておらず（新旧問わず火力調整が難しく、可能としても外釜がそれに対応しておらず、弱火でも食材が焦げやすいため）、副食調理は直径1.5メートルほどの野戦釜を活用して調理を行う。
芸能事務所の石原プロモーションが、炊き出し用にこれらと同等の炊事機を所有している。

### 最大炊飯能力
- 炊飯のみ：6釜で約600名分[2]（災害対応時、おにぎりで約800名弱分炊飯することもある）
- 主食・副食・汁の同時調理：約200名[2]（焼き物の調理はほとんど不可・2釜で炊飯、2釜-3釜で副食調理、1釜で汁物、残りの1釜は予備および洗い物用の湯沸かし用）
- 汁物のみ：6釜で1500名分[2]（具材などにより多少の前後がある。ワカメのみなら1800名分まで調理可能）
- 焼き物の調理：1釜で1度に数名-10名分、または30名分程度が理想。ただし、通常は焼かないで、煮込むなどの加熱処理をする場合、上記の約200名に該当する。通常の釜では対応ができないため、鉄板等を事前準備しなければ対応は基本的に不可であるとともに、バーナーが灯油バーナーであることから灯油の臭いが食材に移る可能性もあるため、原則として焼き物は調理しない。
- 揚げ物の調理：1釜で1度に5名-10名分程度の調理が可能。繰り返すことにより約200名分ぐらいまで対応する。天ぷらなど軽易な揚げ物調理は通常付属品の浅釜を使用するが、とんかつや唐揚げなど大量に調理する場合は内釜を使用する。
- 炒め物の調理：製造元のマッキンリー社によれば、火力が強い事と火力調整操作はノズルの目詰まりを起こす可能性があるために、内釜での調理は推奨せず、浅釜で少量の炒め物程度を行うことを推奨している。部隊には野外炊具が配備される以前から使用されていた「野戦釜」が正式な員数から外された状態で残されていることから、ドラム缶などで竈を制作したうえで野戦釜による炒め物や煮込み調理がされる場合がほとんどである。

## 装備

### カッター
野外炊具1号には裁断調理を容易にするエンジンに直結する交換式の低中速回転の回転式カッターを搭載しており、野菜類の輪切り、乱切り、小口切り、ぶつ切り、千切り、及びおろしの作成を得意とする。

### 皮むき器
カッター横の円筒内部が野菜の皮むき器となっており、エンジンからの動力により回転しジャガイモなどの皮むきが容易にできるようになっている。皮むき実施時及び整備時に多量の水を必要とする観点（皮むき時は剥けた皮の除去、整備時は付着した固形物などの除去など）から、水源が近くにある場合や水道が確保されているなどの管理野営時に用途が限定される。

## 野外炊具2号
小部隊用の移動用調理器具。1号と違い車両の形態はとらない。灯油バーナーによるかまど3基で構成。主に、2基を炊飯用（50人分の米飯を炊き上げることが可能）、残り1基で惣菜の調理などを行う。

## バリエーション
- 野外炊具1号(改) - 冷蔵庫・貯水・給排水・自動点火機能・ステップなどを追加。
- 野外炊具1号(22改) - かまどを本体から分離することができる。発電機[注釈 3]と燃料ホースを繋げばかまどが動くようになっている。かまどのバーナー部がベンチュリ効果を用いるよう改善されて、灯油と空気を予混合する必要がなくなった。さらに空気圧を必要としない電磁ポンプを用いて灯油を送ることで、圧縮空気を生成するコンプレッサーが不要な単純な構成になった。[4]
- 野外炊具2号 - 主に小部隊用の炊き出しに使われる。3つのかまどで構成。最大50名前後の炊飯が可能。
- 野外炊具2号(改) - 野外炊具2号の改良バージョン。野外炊具1号のユニット1個に発電機などを組み込んで移動可能にしたもの。

## 登場作品

### 映画・テレビドラマ
『シン・ゴジラ』
野外炊具1号が登場。伊勢崎市の西中町公民館に設けられた避難所にて、ゴジラによる2度目の東京襲来によって生じた被災者たちへの炊き出しに使用される。
『日本沈没-希望のひと-』
第5話に第55普通科連隊（架空）所属とされる野外炊具1号が登場。関東沿岸部の沈没によって被災した松葉町へ災害派遣されるが、作中では73式大型トラックに牽引されているのみで炊き出しなどのシーンはない。
『マリと子犬の物語』
野外炊具1号が登場。新潟県中越沖地震に対する災害派遣で出動した陸上自衛隊が、主人公をはじめとする山古志村などから避難してきた被災者たちへの炊き出しに使用し、味噌汁を提供する。

### アニメ・漫画
『GATE 自衛隊 彼の地にて、斯く戦えり』
第4話に野外炊具1号が登場。炎龍の襲撃で家族を失い行く当てがないコダ村の避難民などへの炊き出しに使用される。
『続・戦国自衛隊』
戦国時代へタイムスリップする自衛隊の装備として、野外炊具1号が登場。拠点とする敦賀城にて、隊員たちへ食事を提供するため使用される。
『東京マグニチュード8.0』
第5話に野外炊具1号が登場。首都直下型地震に対する災害派遣で出動した陸上自衛隊が、被災者たちへの炊き出しに使用し、カレーライスを提供する。カレーには隠し味として、コーヒー牛乳が入れられている。